# Proteracanthus
Proteracanthus is een monotypisch geslacht van straalvinnige vissen uit de familie van schopvissen (Ephippidae).

## Soort
- Proteracanthus sarissophorus (Cantor, 1849)